# スカルボーン (テネシー州)
スカルボーン（英語: Skullbone）は、アメリカ合衆国テネシー州ギブソン郡の非法人のコミュニティ。ブラッドフォードの東に位置し、テネシー州道105号線を中心に形成されている。かつてはノースギブソン（North Gibson）やスキンボーン（Skin Bone）とも呼ばれていた。

## 概要
1800年代初頭、北ギブソン地域では素手で行う格闘技が盛んであった。この格闘技では頭蓋骨への打撃が一般的で、死傷者が発生することもあった。全米選手権も開催されたが、連邦政府はこの格闘技を違法とした。反発した住民は街にスカルボーンと名付け、合衆国からの独立を宣言した。この「スカルボニア王国」の領土はギブソン郡北東部の漠然とした地域で、地域唯一の商店であるハンプトンズストアには国土の地図と素手の格闘家を描いた壁画がある。店の2階には「市長室」があると案内されているが、街は非法人地域であるため正式な市長や議会は存在しない。
1898年4月26日に郵便局が開設されたが、1903年12月25日に閉鎖された。
州道105号線とスカルボーン・ロードの交差点には有名な案内標識がある。ブラッドフォードやメンフィスなど近場から、インドのカルカッタやエルサレムといった国外まで様々な都市の距離が表示されている。
公認プロモーターのアラン・ブランケンシップ（Alan Blankenship）は1990年代にスカルボーンの土地を購入し、1999年に野外コンサート会場「スカルボーン・ミュージックパーク」をオープンさせた。ミュージックパークではスティクス、テスラ、フォガット、38スペシャル、レーナード・スキナード、ジョージ・ジョーンズ、エディ・マネー、チャーリー・ダニエルズなど有名アーティストのコンサートが開催された。だが2001年頃より治安の悪化によって客足が遠のき、数年後には閉鎖された。